# 本蓋魯阿島
本蓋魯阿島（Benguerra）是東非國家莫桑比克的島嶼，屬於巴扎魯托群島的一部分，由伊尼揚巴內省負責管轄，距離大陸約14公里，長11公里、寬5.5公里，面積約55平方公里，在1971每成為國家公園。
21°51′59″S 35°26′24″E / 21.86639°S 35.44000°E